# 六条御息所
六条御息所（ろくじょうのみやすんどころ、ろくじょうみやすどころ）は、『源氏物語』に登場する架空の人物である。桐壺帝時代の前東宮（前坊）の妃で、六条京極（現在の京都市下京区本塩竈町附近）に住まいを構えていることからこの名がある。光源氏の最も早い恋人の一人。
強い嫉妬のあまり、生霊として人を殺すなどの特異性から、多くの作品の題材ともなってきた。

## 生涯
東宮の死後、年下の光源氏と恋愛関係に陥る（この間のなれそめが『源氏物語』では欠落している。源氏物語参照）。源氏は、美しく気品があり、教養、知性、身分ともに人に優れているために矜持の高い彼女をやがて持てあますようになり、逢瀬も間遠になる。源氏にのめりこんでいく御息所は、彼を独占したいと渇望しながらも、年上だという引け目や身分高い貴婦人であるという誇りから素直な態度を男に見せることができず、自分を傷つけまいと本心を押し殺す。
この自己抑圧が、以降物語の中で御息所を生霊、死霊として活躍させる。押し殺した妬心が、抑制の失われる度に身からさまよい出でて、源氏の愛する女君たちに仇を成すようになるのである。
「夕顔」の巻で源氏と逢引する夕顔を取殺した物の怪は、御息所のそれとする解釈もある（この説は誤りとされるが、多くの翻案作品で採用されたため、依然として人口に膾炙している。）。
葵巻では、賀茂祭（葵祭）の加茂川での斎院御禊見物の折に、悪阻中の葵の上の牛車と鉢合わせし、場所争いで葵の上方の下人に恥辱的な仕打ちを受けた。これが発端で御息所は生霊となって妊娠中の葵の上を悩ませるが、それを源氏に目撃される。御息所が、己の髪や衣服から芥子（悪霊を退けるための加持に用いる香）の匂いがするのを知って、さては我が身が生霊となって葵の上に仇をなしたか、と悟りおののく場面は物語前半のクライマックスのひとつである。
その後葵の上は夕霧を無事出産するも急死、源氏の愛を完全に失ったと察した御息所は、彼との関係を断ち切るため斎宮になった娘に付き添い野宮に入る。9月7日に野宮に訪ねてきた源氏と最後の別れを惜しんだ後、斎宮と共に30歳で伊勢に下った（「賢木」）。6年後、帝が変わり斎宮の任期が終わると京に戻り出家、見舞いに訪れた源氏に娘に手をつけぬよう釘を刺しつつ、将来を託して病没。源氏は斎宮に興味を持ちつつも御息所の遺言を守り、斎宮を養女として冷泉帝に入内させ後見した（「澪標」）。
源氏が後に住まいとする六条院は御息所の旧邸を含んで大きく拡充したものである。その中の秋の町が旧邸に当たり、娘の秋好中宮の里邸となった。
御息所は死後も紫の上や女三宮などにとりつき、源氏に恨み言を言いに出現した（「若菜下」「柏木」）。娘の中宮もその噂を聞き、母がいまだ成仏していないことを悲しんで、御息所のために追善供養を行った（「鈴虫」）。

## 年齢矛盾
御息所の年齢については矛盾がある。賢木巻において経歴(16歳で東宮妃となり、20歳で東宮と死別)と、年齢(30歳)が語られる。ここで明記される年齢からは、源氏より7歳年長となる。一方で、ここの記述は桐壺帖と矛盾する。賢木巻で記された年齢を無視し、経歴と桐壺巻を合わせると17歳ほど年長となる。17歳差とすれば賢木巻の時点で40歳となる。

## 派生作品

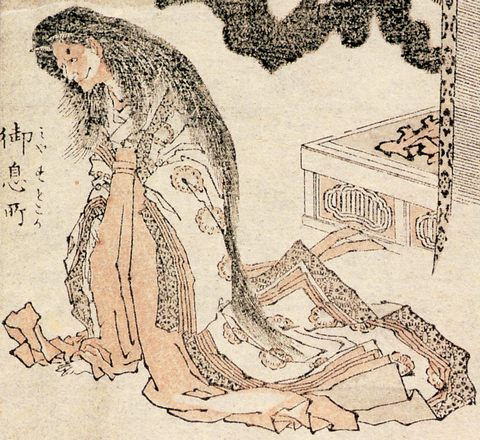
葛飾北斎画『北斎漫画』より「葵上」の題で描かれた御息所。能曲「葵上」において御息所の生霊を表現する鬼女面は、後に般若面の代表となった。

上村松園『焔』（東京国立博物館所蔵）

古来、嫉妬を描く格好の題材となっており、御息所を描いた作品は数多い。女の嫉妬の醜さを強調するものと、知らないうちにみずからの妬心が重大な結果を招いてしまうことに空恐ろしさや罪の意識をいだく複雑な女心を描こうとするものと、両方があるが、どちらかといえば後者のほうが原作に近い。
能曲 / 謡曲
- 「葵上（あおいのうえ）」（四番目物、世阿弥改作） -「葵」を本説とする。生霊となった御息所（シテ）が産褥に臥す葵の上に仇をなすが、その場にいた名僧によって退けられる。

- 「野宮（ののみや）」（三番目物） -「賢木」の前半部分を本説とする。御息所の亡霊（前シテ）が僧に供養を請い、本来の姿をあらわして（後シテ）かつて野宮で源氏と会った九月七日を思い懐かしみ、舞う。

絵画
- 「焔」（1918年、上村松園） - 謡曲「葵上」より着想

テレビドラマ
- 「怪談源氏物語」（2002年、脚本：十川誠司、御息所：片平なぎさ、源氏：保坂尚輝） - 能「葵上」翻案。フジテレビ時代劇ドラマ「怪談百物語」の内の1本

戯曲
- 「葵上」（1956年、三島由紀夫） - 『近代能楽集』の一作

小説
- 「月に駆られて―六条御息所物語―」（2004年、杉本圭）
- 「六条執念」（1954年、木々高太郎）
- 「六条御息所 源氏がたり」（2008年-2012年、全3巻、林真理子） - 亡霊となった六条御息所の視点から書かれた「源氏物語」